# Wały Jagiellońskie (Horodło)
Wały Jagiellońskie – część wsi Horodło w Polsce, położona w województwie lubelskim, w powiecie hrubieszowskim, w gminie Horodło. Leży na obszarze Grzędy Horodelskiej, na lewym brzegu Bugu. Jest to ulicówka ciągnącą się wzdłuż ulicy Wały Jagiellońskie na południowy wschód of centrum Horodła w kierunku Janek.